# Мечеть Кочарли
Мечеть Кочарли (азерб. Köçərli məscidi) — мечеть XIX века в квартале Кочарли города Шуша.

## История
Мечеть Кочарли является памятником архитектуры XIX века. Мечеть Кочарли принадлежала дворцовому комплексу Бахман Мирзы Каджара.
Город Шуша состоял из 17 мехелле (кварталов), которые были разделены на верхние и нижние мехелле. Мечеть Кочарли была одной из 17 мечетей, которые действовали в городе Шуша. Мечеть входила в состав нижних мехелле[уточнить] города Шуша.
Историческая мечеть в советский период была расположена на бывшей улице имени Совета, которая затем была переименована на улицу 20 Января.
В мае 1992 года мечеть перешла под контроль непризнанной Нагорно-Карабахской Республики. В 2020 году мечеть Кочарли была освобождена и полностью вернулась под контроль Азербайджана.
Мечеть входит в список охраняемых государством памятников истории и культуры Азербайджана. Распоряжением Кабинета министров Азербайджанской Республики от 2 августа 2001 года мечеть взята под охрану государства как архитектурный памятник истории и культуры национального значения.